# Bradysia lapponica
Bradysia lapponica är en tvåvingeart som först beskrevs av Franz Lengersdorf 1926.  Bradysia lapponica ingår i släktet Bradysia och familjen sorgmyggor.
Artens utbredningsområde är Sverige. Arten är reproducerande i Sverige. Inga underarter finns listade i Catalogue of Life.